# MercyMe/Diskografie
Diese Diskografie ist eine Übersicht über die musikalischen Werke der US-amerikanischen christlichen Band MercyMe. Den Schallplattenauszeichnungen zufolge hat sie bisher mehr als 15,1 Millionen Tonträger verkauft. Ihre erfolgreichste Veröffentlichung ist die Single I Can Only Imagine mit über fünf Millionen verkauften Einheiten.

## Alben

### Studioalben
| Jahr | Titel                          | Höchstplatzierung, Gesamtwochen, AuszeichnungChartplatzierungen (Jahr, Titel, Platzierungen, Wochen, Auszeichnungen, Anmerkungen) | Höchstplatzierung, Gesamtwochen, AuszeichnungChartplatzierungen (Jahr, Titel, Platzierungen, Wochen, Auszeichnungen, Anmerkungen) | Anmerkungen                                                 |
| Jahr | Titel                          | US | Christ | Anmerkungen                                                 |
| ---- | ------------------------------ | --- | --- | ----------------------------------------------------------- |
| 1995 | Pleased to Meet You            | — | — | Erstveröffentlichung: 1995                                  |
| 1997 | Traces of Rain                 | — | — | Erstveröffentlichung: 1997                                  |
| 1998 | Traces of Rain Volume II       | — | — | Erstveröffentlichung: 1998                                  |
| 1999 | The Need                       | — | — | Erstveröffentlichung: 1999                                  |
| 1999 | The Worship Project            | — | — | Erstveröffentlichung: 1999                                  |
| 2000 | Look                           | — | — | Erstveröffentlichung: 2000                                  |
| 2001 | Almost There                   | US37 ×3Dreifachplatin · (96 Wo.)US                                                                                                | Christ1 (168 Wo.)Christ | Erstveröffentlichung: 14. August 2001 Verkäufe: + 3.000.000 |
| 2002 | Spoken For                     | US41 Gold · (29 Wo.)US | Christ2 (91 Wo.)Christ | Erstveröffentlichung: 1. Oktober 2002 Verkäufe: + 500.000   |
| 2004 | Undone                         | US12 Gold · (30 Wo.)US | Christ1 (97 Wo.)Christ | Erstveröffentlichung: 20. April 2004 Verkäufe: + 500.000    |
| 2006 | Coming Up to Breathe           | US13 Gold · (24 Wo.)US | Christ1 (85 Wo.)Christ | Erstveröffentlichung: 25. April 2006 Verkäufe: + 500.000    |
| 2007 | Coming Up to Breathe: Acoustic | — | Christ22 (3 Wo.)Christ | Erstveröffentlichung: 30. Januar 2007                       |
| 2007 | All That Is Within Me          | US15 Gold · (26 Wo.)US | Christ1 (83 Wo.)Christ | Erstveröffentlichung: 20. November 2007 Verkäufe: + 500.000 |
| 2008 | iTunes Originals               | — | — | Erstveröffentlichung: 18. März 2008                         |
| 2010 | The Generous Mr. Lovewell      | US3 Gold · (45 Wo.)US | Christ1 (95 Wo.)Christ | Erstveröffentlichung: 4. Mai 2010 Verkäufe: + 500.000       |
| 2011 | The Worship Sessions           | — | Christ33 (1 Wo.)Christ | Erstveröffentlichung: 30. August 2011                       |
| 2012 | The Hurt & The Healer          | US7 (31 Wo.)US | Christ1 (78 Wo.)Christ | Erstveröffentlichung: 22. Mai 2012                          |
| 2014 | Welcome to the New             | US4 Gold · (51 Wo.)US | Christ1 (187 Wo.)Christ | Erstveröffentlichung: 8. April 2014 Verkäufe: + 500.000     |
| 2017 | Lifer                          | US10 Gold · (12 Wo.)US | Christ1 (228 Wo.)Christ | Erstveröffentlichung: 31. Mai 2017 Verkäufe: + 500.000      |
| 2021 | Inhale (Exhale)                | US78 (1 Wo.)US | Christ3 (56 Wo.)Christ | Erstveröffentlichung: 30. April 2021                        |
| 2022 | Always Only Jesus              | US126 (1 Wo.)US | Christ1 (… Wo.)Christ | Erstveröffentlichung: 21. Oktober 2022                      |

### Kompilationen
| Jahr | Titel                                        | Höchstplatzierung, Gesamtwochen, AuszeichnungChartplatzierungen (Jahr, Titel, Platzierungen, Wochen, Auszeichnungen, Anmerkungen) | Höchstplatzierung, Gesamtwochen, AuszeichnungChartplatzierungen (Jahr, Titel, Platzierungen, Wochen, Auszeichnungen, Anmerkungen) | Anmerkungen                            |
| Jahr | Titel                                        | US | Christ | Anmerkungen                            |
| ---- | -------------------------------------------- | --- | --- | -------------------------------------- |
| 2009 | 10                                           | US18 (15 Wo.)US | Christ1 (73 Wo.)Christ | Erstveröffentlichung: 7. April 2009    |
| 2013 | Playlist: The Very Best of MercyMe           | — | Christ25 (8 Wo.)Christ | Erstveröffentlichung: 15. Oktober 2013 |
| 2018 | I Can Only Imagine: The Very Best of MercyMe | US23 (27 Wo.)US | Christ1 (… Wo.)Christ | Erstveröffentlichung: 2. März 2018     |

### Weihnachtsalben
| Jahr | Titel                    | Höchstplatzierung, Gesamtwochen, AuszeichnungChartplatzierungen (Jahr, Titel, Platzierungen, Wochen, Auszeichnungen, Anmerkungen) | Höchstplatzierung, Gesamtwochen, AuszeichnungChartplatzierungen (Jahr, Titel, Platzierungen, Wochen, Auszeichnungen, Anmerkungen) | Anmerkungen                              |
| Jahr | Titel                    | US | Christ | Anmerkungen                              |
| ---- | ------------------------ | --- | --- | ---------------------------------------- |
| 2005 | The Christmas Sessions   | US64 (7 Wo.)US | Christ3 (24 Wo.)Christ | Erstveröffentlichung: 27. September 2005 |
| 2015 | MercyMe, It’s Christmas! | US38 (10 Wo.)US | Christ1 (16 Wo.)Christ | Erstveröffentlichung: 9. Oktober 2015    |

## Singles
| Jahr | Titel Album                                                                         | Höchstplatzierung, Gesamtwochen, AuszeichnungChartplatzierungen (Jahr, Titel, Album, Platzierungen, Wochen, Auszeichnungen, Anmerkungen) | Höchstplatzierung, Gesamtwochen, AuszeichnungChartplatzierungen (Jahr, Titel, Album, Platzierungen, Wochen, Auszeichnungen, Anmerkungen) | Anmerkungen                                                  |
| Jahr | Titel Album                                                                         | US | Christ | Anmerkungen                                                  |
| --- | ----------------------------------------------------------------------------------- | --- | --- | ------------------------------------------------------------ |
| 2001 | I Can Only Imagine Almost There                                                     | US71 ×5Fünffachplatin · (18 Wo.)US | Christ1 (18 Wo.)Christ | Verkäufe: + 5.000.000                                        |
| 2003 | Word of God Speak Spoken For                                                        | — | Christ1 (76 Wo.)Christ |                                                              |
| 2004 | Here With Me Undone                                                                 | — | Christ1 (40 Wo.)Christ |                                                              |
| 2004 | Homesick Undone                                                                     | — | Christ3 (30 Wo.)Christ |                                                              |
| 2004 | I See Love –                                                                        | — | Christ21 (26 Wo.)Christ | mit Third Day & Steven Curtis Chapman                        |
| 2005 | In the Blink of an Eye Undone                                                       | — | Christ1 (26 Wo.)Christ |                                                              |
| 2005 | Joseph’s Lullaby The Christmas Sessions                                             | — | Christ1 (7 Wo.)Christ |                                                              |
| 2006 | So Long Self Coming Up to Breathe                                                   | — | Christ1 (27 Wo.)Christ |                                                              |
| 2006 | Hold Fast Coming Up to Breathe                                                      | — | Christ3 (25 Wo.)Christ |                                                              |
| 2007 | Bring the Rain Coming Up to Breathe                                                 | — | Christ1 (32 Wo.)Christ |                                                              |
| 2007 | God With Us All That Is Within Me                                                   | — | Christ1 (38 Wo.)Christ |                                                              |
| 2008 | You Reign All That Is Within Me                                                     | — | Christ2 (36 Wo.)Christ |                                                              |
| 2009 | Finally Home All That Is Within Me                                                  | — | Christ3 (27 Wo.)Christ |                                                              |
| 2010 | All of Creation The Generous Mr. Lovewell                                           | — | Christ1 (38 Wo.)Christ |                                                              |
| 2010 | Beautiful The Generous Mr. Lovewell                                                 | — | Christ1 (40 Wo.)Christ |                                                              |
| 2011 | Move The Generous Mr. Lovewell                                                      | — | Christ1 (31 Wo.)Christ |                                                              |
| 2012 | The Hurt & The Healer                                                               | — | Christ1 (33 Wo.)Christ |                                                              |
| 2012 | You Are I Am The Hurt & The Healer                                                  | — | Christ3 (52 Wo.)Christ |                                                              |
| 2013 | Shake Welcome to the New                                                            | — | Christ6 (26 Wo.)Christ |                                                              |
| 2014 | Greater Welcome to the New                                                          | US— GoldUS | Christ2 (49 Wo.)Christ | Verkäufe: + 500.000                                          |
| 2015 | Flawless Welcome to the New                                                         | US— GoldUS | Christ2 (34 Wo.)Christ | Verkäufe: + 500.000                                          |
| 2016 | Dear Younger Me Welcome to the New                                                  | — | Christ6 (26 Wo.)Christ |                                                              |
| 2017 | Even If Lifer                                                                       | US— PlatinUS | Christ1 (52 Wo.)Christ | Erstveröffentlichung: 17. Februar 2017 Verkäufe: + 1.000.000 |
| 2018 | Grace Got You Lifer                                                                 | US— GoldUS | Christ3 (37 Wo.)Christ | Verkäufe: + 500.000                                          |
| 2018 | Best News Ever Lifer                                                                | — | Christ4 (30 Wo.)Christ |                                                              |
| 2019 | Almost Home Inhale (Exhale)                                                         | US— GoldUS | Christ3 (31 Wo.)Christ | Erstveröffentlichung: 5. Oktober 2019 Verkäufe: + 500.000    |
| 2020 | Hurry Up and Wait Inhale (Exhale)                                                   | — | Christ30 (4 Wo.)Christ | Erstveröffentlichung: 8. Mai 2020                            |
| 2020 | Say I Won’t Inhale (Exhale)                                                         | US— GoldUS | Christ4 (29 Wo.)Christ | Erstveröffentlichung: 4. Dezember 2020 Verkäufe: + 500.000   |
| 2021 | On Our Way Inhale (Exhale)                                                          | — | Christ14 (26 Wo.)Christ | Erstveröffentlichung: 26. März 2021 feat. Sam Wesley         |
| 2022 | Then Christ Came Always Only Jesus                                                  | — | Christ3 (38 Wo.)Christ | Erstveröffentlichung: 3. Juni 2022                           |
| 2022 | To Not Worship You Always Only Jesus                                                | — | Christ5 (35 Wo.)Christ | Erstveröffentlichung: 30. September 2022                     |
| 2024 | Always Only Jesus                                                                   | — | Christ11 (34 Wo.)Christ | Erstveröffentlichung: 12. Januar 2024                        |
| 2025 | Oh Death –                                                                          | — | Christ9 (… Wo.)Christ | Erstveröffentlichung: 24. Januar 2025                        |
| Folgende Lieder erschienen nicht als Single, wurden aber durch das Album zum Download und Streaming bereitgestellt und konnten somit eine Platzierung erlangen: |                                                                                     | | |                                                              |
| |                                                                                     | | |                                                              |
| 2004 | O Holy Night The Christmas Sessions                                                 | — | Christ24 (1 Wo.)Christ |                                                              |
| 2005 | Silent Night The Christmas Sessions                                                 | — | Christ30 (1 Wo.)Christ |                                                              |
| 2005 | The Little Drummer Boy The Christmas Sessions                                       | — | Christ10 (4 Wo.)Christ |                                                              |
| 2005 | It Came Upon a Midnight Clear The Christmas Sessions                                | — | Christ22 (3 Wo.)Christ |                                                              |
| 2006 | God Rest Ye Merry Gentlemen The Christmas Sessions                                  | — | Christ9 (5 Wo.)Christ |                                                              |
| 2006 | Gloria The Christmas Sessions                                                       | — | Christ26 (1 Wo.)Christ |                                                              |
| 2006 | Rockin’ Around the Christmas Tree The Christmas Sessions                            | — | Christ37 (1 Wo.)Christ |                                                              |
| 2007 | No More No Less Coming Up to Breathe                                                | — | Christ30 (1 Wo.)Christ |                                                              |
| 2014 | Finish What He Started Welcome to the New                                           | — | Christ33 (1 Wo.)Christ |                                                              |
| 2015 | Our Lullaby MercyMe, It’s Christmas!                                                | — | Christ49 (1 Wo.)Christ |                                                              |
| 2015 | Go Tell It on the Mountain MercyMe, It’s Christmas!                                 | — | Christ39 (2 Wo.)Christ |                                                              |
| 2015 | Christmastime Again MercyMe, It’s Christmas!                                        | — | Christ32 (5 Wo.)Christ |                                                              |
| 2016 | Sleigh Ride MercyMe, It’s Christmas!                                                | — | Christ50 (1 Wo.)Christ |                                                              |
| 2016 | Joy MercyMe, It’s Christmas!                                                        | — | Christ29 (4 Wo.)Christ |                                                              |
| 2017 | Lifer                                                                               | — | Christ42 (1 Wo.)Christ |                                                              |
| 2017 | Happy Dance Lifer                                                                   | — | Christ35 (21 Wo.)Christ |                                                              |
| 2018 | I Can Only Imagine (The Movie Session) I Can Only Imagine: The Very Best of MercyMe | — | Christ16 (20 Wo.)Christ |                                                              |

Weitere Singles
- 2001: Bless Me Indeed (Jabez’s Song)
- 2002: Spoken For
- 2003: The Change Inside of Me
- 2019: Have Yourself a Merry Little Christmas
- 2022: Better Days Coming

## Videoalben
- 2002: Yesterday, Today and Tomorrow
- 2004: MercyMe Live (US: Platin)

## Statistik

### Chartauswertung
|                     | US     | Christ         |
| ------------------- | ------ | -------------- |
| Nummer-eins-Alben   | US—US  | Christ12Christ |
| Top-10-Alben        | US4US  | Christ15Christ |
| Alben in den Charts | US15US | Christ18Christ |

|                       | US    | Christ         |
| --------------------- | ----- | -------------- |
| Nummer-eins-Singles   | US—US | Christ13Christ |
| Top-10-Singles        | US—US | Christ29Christ |
| Singles in den Charts | US1US | Christ50Christ |

### Auszeichnungen für Musikverkäufe
Anmerkung: Auszeichnungen in Ländern aus den Charttabellen bzw. Chartboxen sind in ebendiesen zu finden.
| Land/RegionAuszeichnungen für Musikverkäufe (Land/Region, Auszeichnungen, Verkäufe, Quellen) | Gold       | Platin       | Verkäufe   | Quellen  |
| -------------------------------------------------------------------------------------------- | ---------- | ------------ | ---------- | -------- |
| Vereinigte Staaten (RIAA)                                                                    | 12× Gold12 | 10× Platin10 | 15.100.000 | riaa.com |
| Insgesamt                                                                                    | 12× Gold12 | 10× Platin10 |            |          |